# Crookham Village
Crookham Village es una parroquia civil y un pueblo del distrito de Hart, en el condado de Hampshire (Inglaterra).

## Geografía
Según la Oficina Nacional de Estadística británica, Crookham Village tiene una superficie de 4,38 km².

## Demografía
Según el censo de 2001, Crookham Village tenía 3648 habitantes (51,51% varones, 48,49% mujeres) y una densidad de población de 832,88 hab/km². El 23,19% eran menores de 16 años, el 74,53% tenían entre 16 y 74, y el 2,28% eran mayores de 74. La media de edad era de 31,94 años. Del total de habitantes con 16 o más años, el 31,73% estaban solteros, el 58,42% casados, y el 9,85% divorciados o viudos.
El 92,41% de los habitantes eran originarios del Reino Unido. El resto de países europeos englobaban al 2,58% de la población, mientras que el 5,02% había nacido en cualquier otro lugar. Según su grupo étnico, el 97,09% eran blancos, el 0,99% mestizos, el 1,07% asiáticos, el 0,27% negros, el 0,27% chinos, y el 0,3% de cualquier otro. El cristianismo era profesado por el 73,99%, el budismo por el 0,08%, el hinduismo por el 0,36%, el judaísmo por el 0,16%, el islam por el 0,3%, el sijismo por el 0,36%, y cualquier otra religión por el 0,11%. El 17,32% no eran religiosos y el 7,32% no marcaron ninguna opción en el censo.
2181 habitantes eran económicamente activos, 2142 de ellos (98,21%) empleados y 39 (1,79%) desempleados. Había 1551 hogares con residentes, 12 vacíos, y 4 eran alojamientos vacacionales o segundas residencias.